# Theopropus cattulus
Theopropus cattulus är en bönsyrseart som beskrevs av John Obadiah Westwood 1889. Theopropus cattulus ingår i släktet Theopropus och familjen Hymenopodidae. Inga underarter finns listade i Catalogue of Life.